# Géographie de l'Ardèche
 (mai 2025).
Si vous disposez d'ouvrages ou d'articles de référence ou si vous connaissez des sites web de qualité traitant du thème abordé ici, merci de compléter l'article en donnant les références utiles à sa vérifiabilité et en les liant à la section « Notes et références ».
Le département de l'Ardèche se situe dans le sud-est de la France. Il est bordé par la Haute-Loire et la Lozère à l'ouest, l'Isère et la Loire au nord, le Gard et le Vaucluse au sud et la Drôme à l'est.

## Géographie physique
| \| Pilat Haut-Vivarais Mézenc Boutières Coiron Tanargue Devès Vallée du Rhône Moyen-Vivarais Les Gras Bas-Vivarais Croix de Bauzon \| Carte topographique et localisation des régions naturelles dans le département |
| Pilat Haut-Vivarais Mézenc Boutières Coiron Tanargue Devès Vallée du Rhône Moyen-Vivarais Les Gras Bas-Vivarais Croix de Bauzon                                                                                      |

Paysages de l'Ardèche :
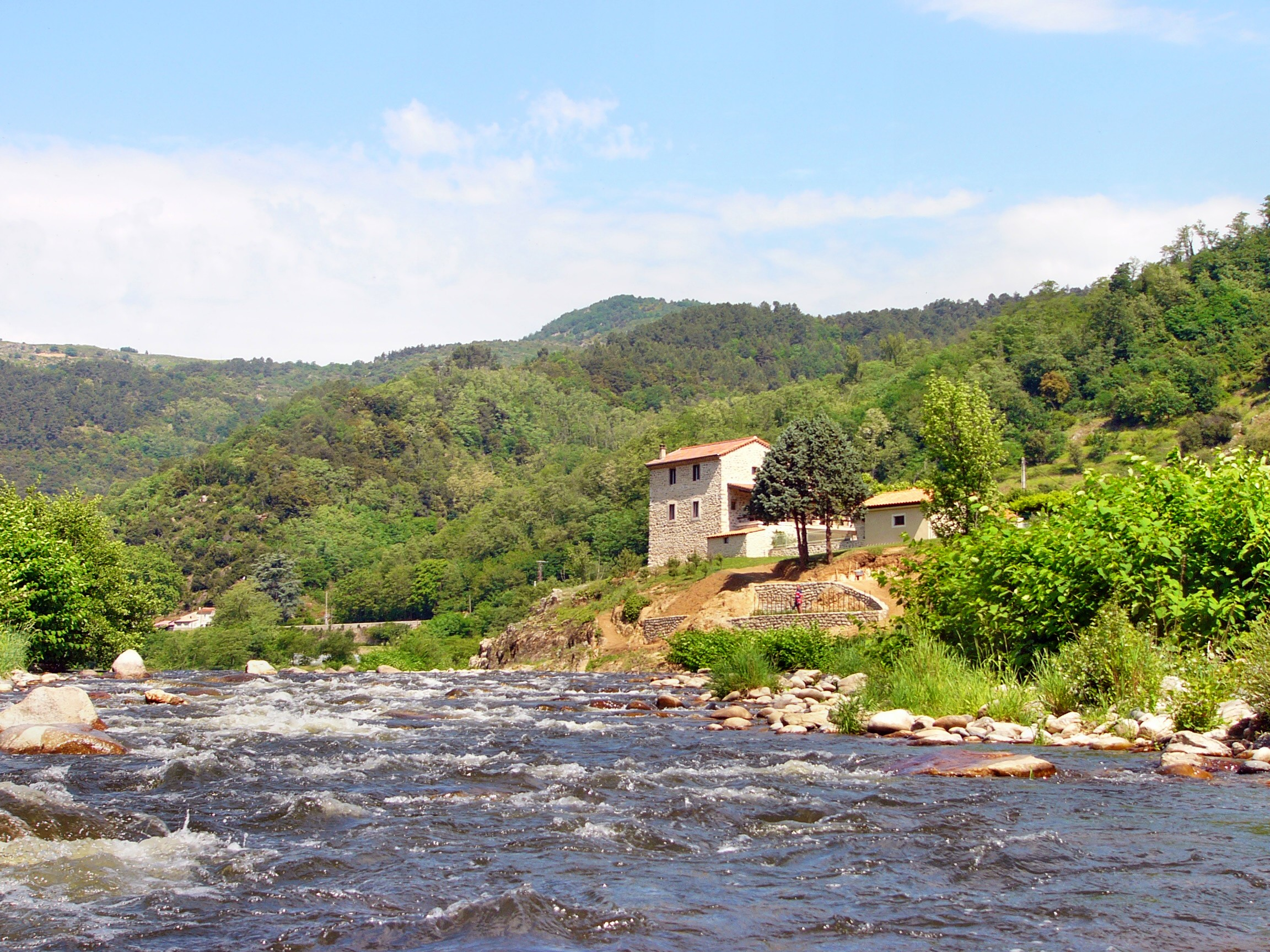
L'Eyrieux près de Saint-Fortunat-sur-Eyrieux, dans le centre-est.
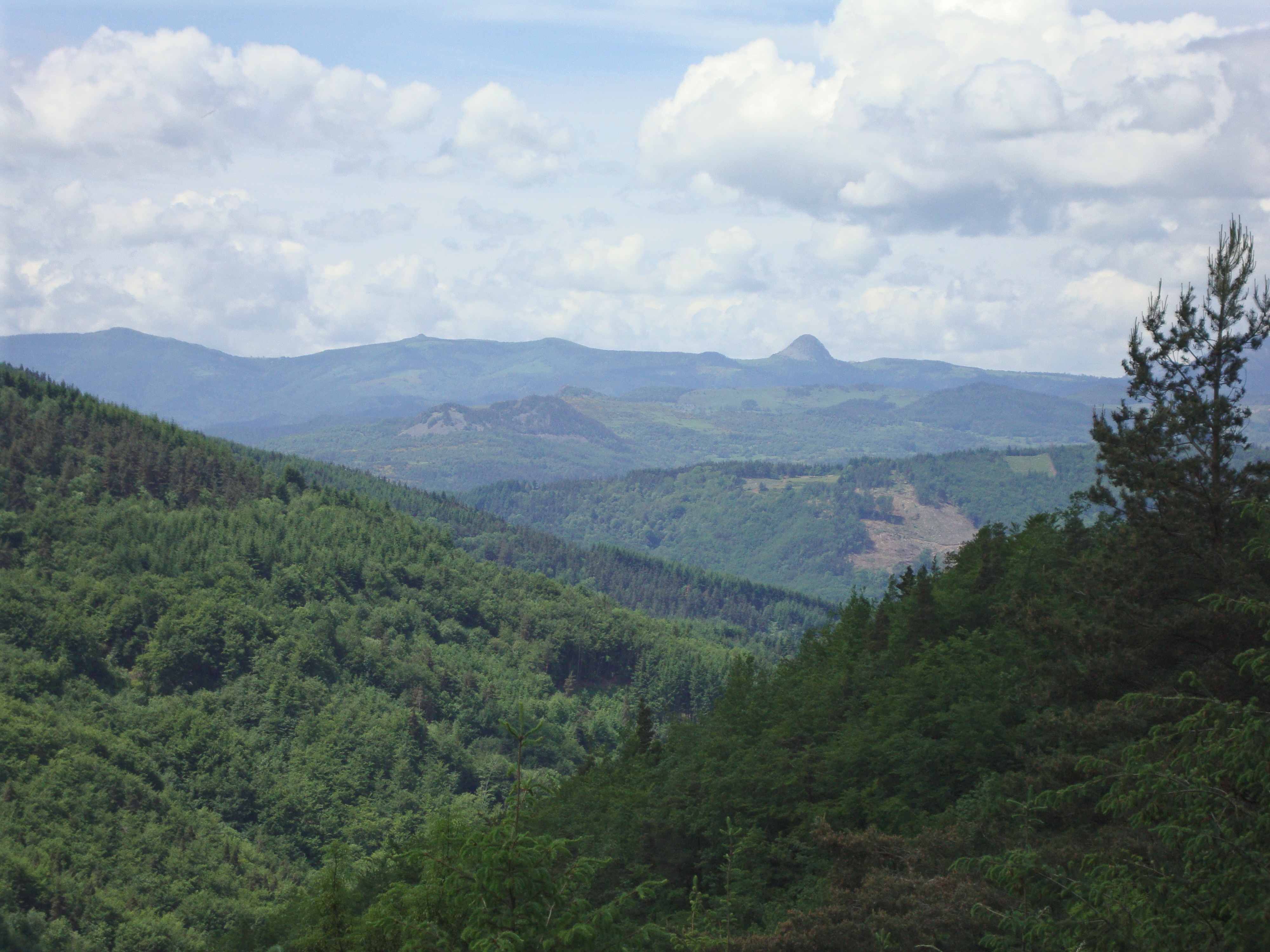
Secteur de Saint-Agrève, dans le nord-ouest.
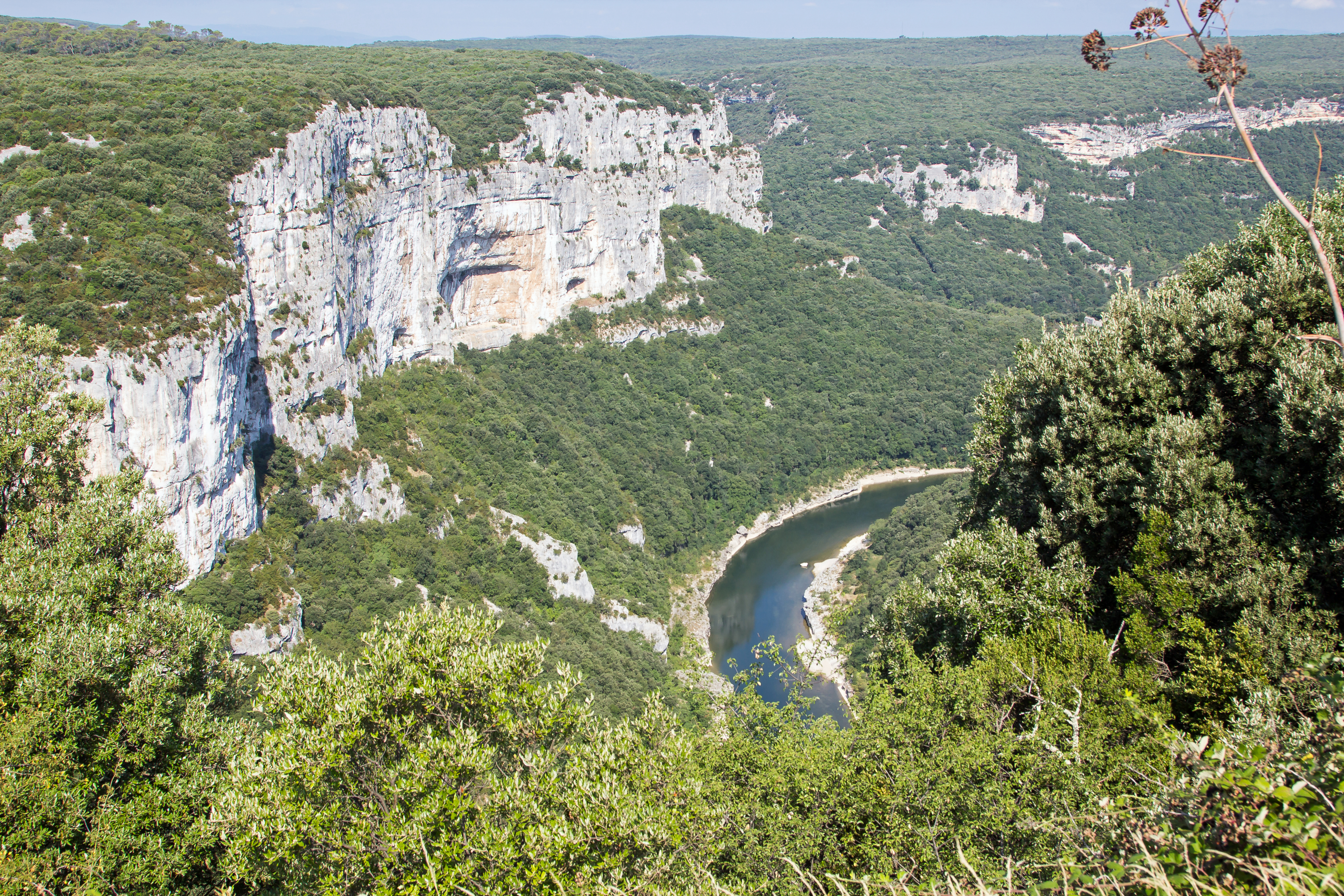
Gorges de l'Ardèche, dans le sud.

### Relief
Le point culminant du département se situe au sommet du Mont Mezenc (1 753 m d'altitude) qu'il partage d'ailleurs avec le département voisin de la Haute-Loire.

### Géologie
- Mine de Champgontier